# Buhl (Haut-Rhin)
Buhl település Franciaországban, Haut-Rhin megyében. Lakosainak száma 3122 fő (2022. január 1.). Buhl Guebwiller, Bergholtzzell, Rimbach-près-Guebwiller, Murbach, Lautenbach, Lautenbachzell és Orschwihr községekkel határos.

## Népesség
A település népességének változása:
| Lakosok száma | 3301 | 3284 | 3330 | 3310 | 3331 | 3354 | 3277 | 3199 | 3122 |
|               | 2013 | 2015 | 2016 | 2017 | 2018 | 2019 | 2020 | 2021 | 2022 |